# Eleições parlamentares europeias de 2004 no distrito de Vila Real
| Eleições parlamentares europeias de 2004 em Portugal Distritos: Aveiro \| Beja \| Braga \| Bragança \| Castelo Branco \| Coimbra \| Évora \| Faro \| Guarda \| Leiria \| Lisboa \| Portalegre \| Porto \| Santarém \| Setúbal \| Viana do Castelo \| Vila Real \| Viseu \| Açores \| Madeira \| Estrangeiro |

## Resultados por Concelho
Os resultados nos concelhos do Distrito de Vila Real foram os seguintes:

### Alijó
| Partido                 | Partido                        | Votos  | %               | +/-  |
| ----------------------- | ------------------------------ | ------ | --------------- | ---- |
|                         | Partido Socialista             | 2 002  | 44,56 / 100,00  | 1,15 |
|                         | Força Portugal                 | 1 893  | 42,13 / 100,00  | 5,77 |
|                         | Coligação Democrática Unitária | 129    | 2,87 / 100,00   | 0,08 |
|                         | Bloco de Esquerda              | 97     | 2,16 / 100,00   | 1,50 |
|                         | Outros                         | 187    | 4,16 / 100,00   |      |
| Votos Inválidos         | Votos Inválidos                | 185    | 4,11 / 100,00   | 1,21 |
| Total                   | Total                          | 4 493  | 100,00 / 100,00 |      |
| Eleitorado/Participação | Eleitorado/Participação        | 13 488 | 33,31 / 100,00  | 5,62 |

### Boticas
| Partido                 | Partido                        | Votos | %               | +/-  |
| ----------------------- | ------------------------------ | ----- | --------------- | ---- |
|                         | Força Portugal                 | 1 541 | 57,65 / 100,00  | 4,52 |
|                         | Partido Socialista             | 812   | 30,38 / 100,00  | 2,19 |
|                         | Coligação Democrática Unitária | 75    | 2,81 / 100,00   | 0,85 |
|                         | Bloco de Esquerda              | 32    | 1,20 / 100,00   | 0,89 |
|                         | Partido Humanista              | 27    | 1,01 / 100,00   | Novo |
|                         | Outros                         | 94    | 3,52 / 100,00   |      |
| Votos Inválidos         | Votos Inválidos                | 92    | 3,44 / 100,00   | 0,67 |
| Total                   | Total                          | 2 673 | 100,00 / 100,00 |      |
| Eleitorado/Participação | Eleitorado/Participação        | 7 262 | 36,81 / 100,00  | 7,50 |

### Chaves
| Partido                 | Partido                                         | Votos  | %               | +/-  |
| ----------------------- | ----------------------------------------------- | ------ | --------------- | ---- |
|                         | Força Portugal                                  | 6 386  | 45,90 / 100,00  | 5,41 |
|                         | Partido Socialista                              | 5 583  | 40,13 / 100,00  | 0,32 |
|                         | Coligação Democrática Unitária                  | 374    | 2,69 / 100,00   | 0,56 |
|                         | Bloco de Esquerda                               | 290    | 2,08 / 100,00   | 1,38 |
|                         | Partido Comunista dos Trabalhadores Portugueses | 170    | 1,22 / 100,00   | 0,71 |
|                         | Outros                                          | 514    | 3,70 / 100,00   |      |
| Votos Inválidos         | Votos Inválidos                                 | 597    | 4,29 / 100,00   | 1,32 |
| Total                   | Total                                           | 13 914 | 100,00 / 100,00 |      |
| Eleitorado/Participação | Eleitorado/Participação                         | 42 348 | 32,86 / 100,00  | 6,66 |

### Mesão Frio
| Partido                 | Partido                                         | Votos | %               | +/-   |
| ----------------------- | ----------------------------------------------- | ----- | --------------- | ----- |
|                         | Partido Socialista                              | 711   | 52,32 / 100,00  | 9,19  |
|                         | Força Portugal                                  | 491   | 36,13 / 100,00  | 12,46 |
|                         | Coligação Democrática Unitária                  | 32    | 2,35 / 100,00   | 0,78  |
|                         | Bloco de Esquerda                               | 27    | 1,99 / 100,00   | 1,49  |
|                         | Partido da Nova Democracia                      | 21    | 1,55 / 100,00   | Novo  |
|                         | Partido Comunista dos Trabalhadores Portugueses | 14    | 1,03 / 100,00   | 0,65  |
|                         | Outros                                          | 24    | 1,77 / 100,00   |       |
| Votos Inválidos         | Votos Inválidos                                 | 39    | 2,87 / 100,00   | 0,12  |
| Total                   | Total                                           | 1 359 | 100,00 / 100,00 |       |
| Eleitorado/Participação | Eleitorado/Participação                         | 4 560 | 29,80 / 100,00  | 4,75  |

### Mondim de Basto
| Partido                 | Partido                        | Votos | %               | +/-  |
| ----------------------- | ------------------------------ | ----- | --------------- | ---- |
|                         | Força Portugal                 | 1 272 | 55,11 / 100,00  | 8,30 |
|                         | Partido Socialista             | 801   | 34,71 / 100,00  | 5,20 |
|                         | Coligação Democrática Unitária | 46    | 1,99 / 100,00   | 0,89 |
|                         | Bloco de Esquerda              | 37    | 1,60 / 100,00   | 0,92 |
|                         | Outros                         | 96    | 4,16 / 100,00   |      |
| Votos Inválidos         | Votos Inválidos                | 56    | 2,43 / 100,00   | 0,99 |
| Total                   | Total                          | 2 308 | 100,00 / 100,00 |      |
| Eleitorado/Participação | Eleitorado/Participação        | 8 096 | 28,51 / 100,00  | 6,60 |

### Montalegre
| Partido                 | Partido                        | Votos  | %               | +/-  |
| ----------------------- | ------------------------------ | ------ | --------------- | ---- |
|                         | Partido Socialista             | 2 687  | 49,26 / 100,00  | 0,13 |
|                         | Força Portugal                 | 2 259  | 41,41 / 100,00  | 3,07 |
|                         | Coligação Democrática Unitária | 90     | 1,65 / 100,00   | 0,43 |
|                         | Bloco de Esquerda              | 75     | 1,37 / 100,00   | 1,04 |
|                         | Partido Humanista              | 57     | 1,04 / 100,00   | Novo |
|                         | Outros                         | 139    | 2,55 / 100,00   |      |
| Votos Inválidos         | Votos Inválidos                | 148    | 2,71 / 100,00   | 0,81 |
| Total                   | Total                          | 5 455  | 100,00 / 100,00 |      |
| Eleitorado/Participação | Eleitorado/Participação        | 15 062 | 36,22 / 100,00  | 4,75 |

### Murça
| Partido                 | Partido                        | Votos | %               | +/-  |
| ----------------------- | ------------------------------ | ----- | --------------- | ---- |
|                         | Força Portugal                 | 1 148 | 48,62 / 100,00  | 6,90 |
|                         | Partido Socialista             | 869   | 36,81 / 100,00  | 0,51 |
|                         | Bloco de Esquerda              | 63    | 2,67 / 100,00   | 1,79 |
|                         | Coligação Democrática Unitária | 47    | 1,99 / 100,00   | 0,27 |
|                         | Outros                         | 120   | 5,08 / 100,00   |      |
| Votos Inválidos         | Votos Inválidos                | 114   | 4,83 / 100,00   | 1,25 |
| Total                   | Total                          | 2 361 | 100,00 / 100,00 |      |
| Eleitorado/Participação | Eleitorado/Participação        | 7 227 | 32,67 / 100,00  | 6,55 |

### Peso da Régua
| Partido                 | Partido                        | Votos  | %               | +/-  |
| ----------------------- | ------------------------------ | ------ | --------------- | ---- |
|                         | Partido Socialista             | 2 592  | 53,53 / 100,00  | 1,71 |
|                         | Força Portugal                 | 1 468  | 30,32 / 100,00  | 7,27 |
|                         | Coligação Democrática Unitária | 254    | 5,25 / 100,00   | 0,25 |
|                         | Bloco de Esquerda              | 167    | 3,45 / 100,00   | 2,43 |
|                         | Partido da Nova Democracia     | 52     | 1,07 / 100,00   | Novo |
|                         | Outros                         | 143    | 2,96 / 100,00   |      |
| Votos Inválidos         | Votos Inválidos                | 166    | 3,43 / 100,00   | 0,93 |
| Total                   | Total                          | 4 842  | 100,00 / 100,00 |      |
| Eleitorado/Participação | Eleitorado/Participação        | 16 879 | 28,69 / 100,00  | 2,02 |

### Ribeira de Pena
| Partido                 | Partido                        | Votos | %               | +/-  |
| ----------------------- | ------------------------------ | ----- | --------------- | ---- |
|                         | Partido Socialista             | 1 242 | 46,99 / 100,00  | 5,66 |
|                         | Força Portugal                 | 1 151 | 43,55 / 100,00  | 8,75 |
|                         | Coligação Democrática Unitária | 39    | 1,48 / 100,00   | 0,33 |
|                         | Partido Humanista              | 29    | 1,10 / 100,00   | Novo |
|                         | Outros                         | 116   | 4,38 / 100,00   |      |
| Votos Inválidos         | Votos Inválidos                | 66    | 2,50 / 100,00   | 1,14 |
| Total                   | Total                          | 2 643 | 100,00 / 100,00 |      |
| Eleitorado/Participação | Eleitorado/Participação        | 7 718 | 34,24 / 100,00  | 7,09 |

### Sabrosa
| Partido                 | Partido                        | Votos | %               | +/-   |
| ----------------------- | ------------------------------ | ----- | --------------- | ----- |
|                         | Partido Socialista             | 1 144 | 46,94 / 100,00  | 5,66  |
|                         | Força Portugal                 | 990   | 40,62 / 100,00  | 10,47 |
|                         | Coligação Democrática Unitária | 55    | 2,26 / 100,00   | 0,37  |
|                         | Bloco de Esquerda              | 53    | 2,17 / 100,00   | 1,71  |
|                         | Outros                         | 116   | 4,76 / 100,00   |       |
| Votos Inválidos         | Votos Inválidos                | 79    | 3,25 / 100,00   | 0,90  |
| Total                   | Total                          | 2 437 | 100,00 / 100,00 |       |
| Eleitorado/Participação | Eleitorado/Participação        | 6 917 | 35,23 / 100,00  | 5,39  |

### Santa Marta de Penaguião
| Partido                 | Partido                        | Votos | %               | +/-  |
| ----------------------- | ------------------------------ | ----- | --------------- | ---- |
|                         | Partido Socialista             | 1 829 | 52,53 / 100,00  | 1,80 |
|                         | Força Portugal                 | 1 298 | 37,28 / 100,00  | 2,88 |
|                         | Coligação Democrática Unitária | 82    | 2,35 / 100,00   | 0,63 |
|                         | Bloco de Esquerda              | 53    | 1,52 / 100,00   | 1,07 |
|                         | Outros                         | 104   | 3,00 / 100,00   |      |
| Votos Inválidos         | Votos Inválidos                | 116   | 3,34 / 100,00   | 1,51 |
| Total                   | Total                          | 3 482 | 100,00 / 100,00 |      |
| Eleitorado/Participação | Eleitorado/Participação        | 8 749 | 39,80 / 100,00  | 0,11 |

### Valpaços
| Partido                 | Partido                        | Votos  | %               | +/-  |
| ----------------------- | ------------------------------ | ------ | --------------- | ---- |
|                         | Força Portugal                 | 3 852  | 63,47 / 100,00  | 5,61 |
|                         | Partido Socialista             | 1 617  | 26,64 / 100,00  | 1,45 |
|                         | Partido da Nova Democracia     | 81     | 1,33 / 100,00   | Novo |
|                         | Coligação Democrática Unitária | 78     | 1,29 / 100,00   | 0,04 |
|                         | Partido Humanista              | 66     | 1,09 / 100,00   | Novo |
|                         | Bloco de Esquerda              | 64     | 1,05 / 100,00   | 0,75 |
|                         | Outros                         | 145    | 2,38 / 100,00   |      |
| Votos Inválidos         | Votos Inválidos                | 166    | 2,73 / 100,00   | 0,28 |
| Total                   | Total                          | 6 069  | 100,00 / 100,00 |      |
| Eleitorado/Participação | Eleitorado/Participação        | 21 181 | 28,65 / 100,00  | 7,43 |

### Vila Pouca de Aguiar
| Partido                 | Partido                        | Votos  | %               | +/-  |
| ----------------------- | ------------------------------ | ------ | --------------- | ---- |
|                         | Partido Socialista             | 2 409  | 44,58 / 100,00  | 5,32 |
|                         | Força Portugal                 | 2 321  | 42,95 / 100,00  | 7,57 |
|                         | Coligação Democrática Unitária | 167    | 3,09 / 100,00   | 1,65 |
|                         | Bloco de Esquerda              | 89     | 1,65 / 100,00   | 1,18 |
|                         | Partido da Nova Democracia     | 59     | 1,09 / 100,00   | Novo |
|                         | Partido Humanista              | 55     | 1,02 / 100,00   | Novo |
|                         | Outros                         | 165    | 3,07 / 100,00   |      |
| Votos Inválidos         | Votos Inválidos                | 139    | 2,57 / 100,00   | 0,34 |
| Total                   | Total                          | 5 404  | 100,00 / 100,00 |      |
| Eleitorado/Participação | Eleitorado/Participação        | 16 655 | 32,45 / 100,00  | 0,18 |

### Vila Real
| Partido                 | Partido                        | Votos  | %               | +/-  |
| ----------------------- | ------------------------------ | ------ | --------------- | ---- |
|                         | Partido Socialista             | 7 334  | 43,89 / 100,00  | 3,30 |
|                         | Força Portugal                 | 6 839  | 40,93 / 100,00  | 7,89 |
|                         | Bloco de Esquerda              | 612    | 3,66 / 100,00   | 2,45 |
|                         | Coligação Democrática Unitária | 554    | 3,32 / 100,00   | 1,13 |
|                         | Outros                         | 674    | 4,04 / 100,00   |      |
| Votos Inválidos         | Votos Inválidos                | 696    | 4,17 / 100,00   | 1,25 |
| Total                   | Total                          | 16 709 | 100,00 / 100,00 |      |
| Eleitorado/Participação | Eleitorado/Participação        | 43 637 | 38,29 / 100,00  | 3,72 |